# 解析的整数論

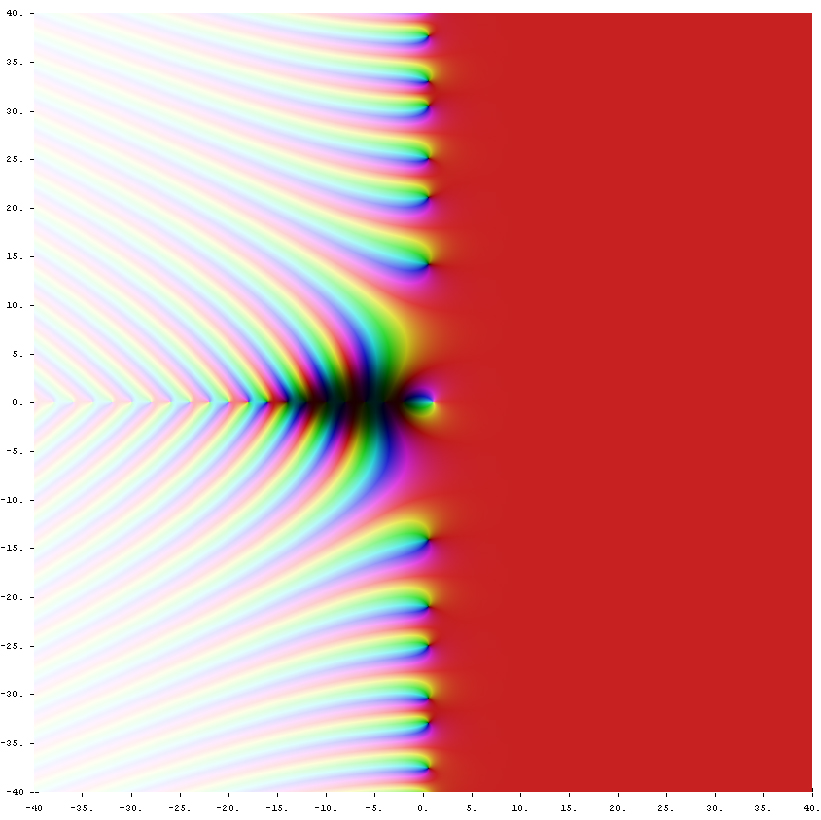
複素平面におけるリーマンのゼータ関数 ζ(s)．点 s の色は ζ(s) の値を表す。黒に近い色は零に近い値を表し、色相は偏角の値を表す。

数学において、解析的整数論（かいせきてきせいすうろん、英: analytic number theory）あるいは解析的数論、解析数論とは、整数についての問題を解くために解析学の手法を用いる、数論の一分野である。解析数論の始まりはペーター・グスタフ・ディリクレがディリクレの算術級数定理の最初の証明を与えるためにディリクレの L-関数を導入したときであるとしばしば言及されている。（素数定理やリーマンのゼータ関数を含む）素数に関する結果や（ゴールドバッハの予想やウェアリングの問題のような）加法的数論の結果が広く知られている。

## 解析的数論の分野
解析的数論は、用いる手法ではなく解く問題の種類によって、2つの主要な分野に分類することができる。
- 乗法的数論（英語版）は、ある区間内の素数の個数を評価するというような、素数の分布を扱う。素数定理や算術級数の素数に関するディリクレの定理を含む。
- 加法的数論（英語版）は、2よりも大きいすべての偶数は2つの素数の和であるというゴールドバッハの予想のような、整数の加法的構造に着目する。加法的数論の主要な結果の1つは、ウェアリングの問題の解である。

## 歴史

### 先駆け
解析的数論の多くは素数定理に動機づけられた。π(x) を素数個数関数とする。これは任意の実数 x に対して x 以下の素数の個数を与える関数である。例えば、10以下の素数は4つ (2, 3, 5, 7) あるから、π(10) = 4 である。素数定理は、x/ln x が π(x) の良い近似であることを示す定理である（ln は自然対数）。ここで良い近似とは、x → ∞ の極限で x/ln x が素数個数関数 π(x) に漸近することを指す：
{\displaystyle \lim _{x\to \infty }{\frac {\pi (x)}{x/\ln(x)}}=1.}
これは素数分布の漸近法則として知られている。
アドリアン＝マリ・ルジャンドルは1779年か1798年に次のことを予想した：π(a) は関数 a/(A log a + B) によって近似される、ただし A と B は不明な定数である。ルジャンドルは数論に関する自身の著書の第二版 (1808) において、 A = 1 および B = −1.08366 を与え、より正確な予想をした。
カール・フリードリヒ・ガウスは同じ問題を考えた：ガウスがヨハン・フランツ・エンケへ宛てた1849年12月24日付の手紙によれば、1792年か1793年に、彼は自身の対数表に「a (= ∞) 以下の素数 {\displaystyle {\frac {a}{\log a}}}」と短いメモを書いた（当時ガウスは15歳か16歳であった）。しかしガウスがこの予想を出すことはなかった。
1838年、ディリクレは（ガウスに伝えた級数と僅かに異なる形の）近似関数、対数積分 li(x) を考えついた。ルジャンドルとディリクレの公式どちらからも、前述の予想である π(x) と x / log x が漸近的に等しいことが導かれるが、商の代わりに差を考えるとディリクレの近似の方がかなり良いことが判明した。

### ディリクレ
ディリクレは解析的数論の創始者であると考えられている。この分野で彼はいくつかの深い結果を発見した。その証明において基本的なツールを導入し、その多くは後にディリクレの名前が付けられた。彼は1837年にディリクレの算術級数定理を発表した。この研究の中で、代数的な問題に取り組むために解析学の考えを用い、したがって解析数論の分野を創設した。定理の証明において彼はディリクレ指標や L-関数を導入した。1841年、彼は算術級数定理を整数からガウスの整数環 {\displaystyle \mathbb {Z} [i]} へと一般化した。

### チェビシェフ
1848年と1850年の2つの論文において、ロシア人数学者パフヌティ・リヴォーヴィッチ・チェビシェフは素数分布の漸近法則の証明を試みた。彼の仕事は、1859年のリーマンの名高い研究論文に先だって、（早くも1737年のレオンハルト・オイラーの研究と同様に実変数 s に対して）ゼータ関数 ζ(s) を用いたことは注目に値する。そして漸近法則より僅かに弱い形、すなわち、x → ∞ のときの π(x)/(x/log x) の極限が存在しさえすれば、その極限は1に等しくなければならないことの証明に成功した。また、無条件ですべての x に対してこの比が上下から2つの明示的に与えられる1に近い定数によっておさえられることを証明した。チェビシェフの論文は素数定理を証明してはいないが、この π(x) の評価は、任意の整数 n ≥ 2 に対して n と 2n の間に素数が存在するというベルトランの仮説を証明するには十分であった。

### リーマン
ベルンハルト・リーマンは現代の解析数論に有名な寄与をいくらかした。1編の短い論文（数論に関してリーマンが発表した唯一の論文）において、リーマンゼータ関数を研究し素数分布の理解におけるその重要性を確立した。リーマンはゼータ関数の性質について一連の予想を行った。そのうちの1つが有名なリーマン予想である。

### アダマールとド・ラ・ヴァレ・プーサン
リーマンのアイデアを拡張して、素数定理の2つの証明をジャック・アダマールとシャルル・ジャン・ド・ラ・ヴァレ・プーサン (Charles Jean de la Vallee-Poussin) が同じ年 (1896)に独立に発表した。どちらの証明も複素解析の手法を用い、証明の主要なステップとして、リーマンゼータ関数 ζ(s) は、s = 1 + it, t > 0 の形のすべての複素数 s に対して、非零であることを証明した。

### 現代
1950年以降の最も大きな技術的変化は、特に乗法的な問題における、篩法の発展である。篩法は本質的に組み合わせ論的であり、極めて変化に富む。組み合わせ論における極値に関する分野では、今度は上界と下界の定量的な値に関する解析的整数論における価値に大きく影響を受けている。別の最近の発展として確率論的数論 (probabilistic number theory) があり、確率論の手法を用いて素因数の個数のような数論的関数の分布を評価する。
解析数論の発展はしばしば過去の技術を洗練することであり、誤差項を減らしたり適用範囲を広げたりすることである。例えば、ハーディとリトルウッドの円周法 は複素平面の単位円の近くの冪級数に適用することを考えていた。今では有限個の指数関数の和のことばで考えられている（つまり単位円上ではあるが冪級数の縛りはなくなった）。ディオファントス近似は、母関数ではない補助的な関数（その係数は鳩ノ巣原理を用いて構成される）のために必要であり、多変数複素関数をも対象とする。ディオファントス近似や超越数論の分野は、手法がモーデル予想に適用されるところにまで拡大している。

## 問題と結果
解析的整数論における定理と結果は、代数的あるいは幾何学的ツールがより適切であるような構造的な結果であるとは、必ずしも言えない。その代わり、以下の例のように、解析的整数論は様々な理論的な関数の漸近境界や見積もりを与える。

### 乗法的整数論
ユークリッドは無限個の素数が存在することを示したが、ある数、特に大きな数が素数であるか否かを判断するのに充分な方法を見つけることは非常に困難である。より容易な関連する問題は、素数の分布を漸近的に求めることである。すなわち、与えられた数より小さい数にどのくらいの個数の素数が存在するかの大まかな記述である。中でもガウスは、素数の大きなリストを作成した後、大きな数 N 以下の素数の数は、積分の値
{\displaystyle \,\int _{2}^{N}{\frac {1}{\log \,t}}\,dt}
に近いであろうと予想した。
1859年、リーマンは複素解析と、現在リーマンゼータ関数として知られる特別な有理型関数を使い、実数 x 以下の素数の個数に関する解析的表現を導き出した。注目すべきことに、リーマンの式の主要項は上の積分に一致し、ガウスの予想は相当に信頼すべきであることを示した。リーマンはこの表現における誤差項、つまり素数の分布の仕方が、ゼータ関数の複素零点に密接に関連することを発見した。リーマンのアイデアと、ゼータ関数の零点上のさらなる情報を用いることにより、アダマールとド・ラ・ヴァレ・プーサンは、ガウス予想の証明を完成させた。特に、π(x) を素数個数関数とすると、
{\displaystyle \lim _{x\to \infty }{\frac {\pi (x)}{x/\log x}}=1}
となることを証明した。
この注目すべき結果は、現在、素数定理として知られている。素数定理は解析的整数論の中心的な結果である。大まかに言うと、素数定理は、与えられた大きな数 N に対し、N 以下の素数の数は、およそ N/log(N) であるという定理である。
さらに一般に、同じ問題を任意の算術級数、整数 n に対して a + nq の中の素数の数について問うことができる。数論への解析的方法の最初の適用のひとつとして、ディリクレは任意の a と q が互いに素な算術級数は無限に多くの素数を含むことを証明した。素数定理はこの問題へも一般化することができる。
算術級数　{\displaystyle a+nq,n\in \mathbf {Z} }　において、{\displaystyle \pi (x,a,q)=(\ x} に等しいか小さい素数の個数 {\displaystyle )}
として、a と q を互いに素とすると、
{\displaystyle \lim _{x\to \infty }{\frac {\pi (x,a,q)\phi (q)}{x/\log x}}=1}
が成り立つ。
数論には他にも数多くの広く深い予想が存在するが、その証明は現在の手法をもってしても困難と考えられている。たとえば、双子素数問題は、p + 2 が素数であるような素数 p が無限個存在するかという問題である。エリオット・ハルベルスタム予想(Elliott–Halberstam conjecture)を仮定すると、素数 p であって、12以下のある正の偶数 k に対し、p + k が素数となるようなものが無限に存在することが、最近証明された。また、無条件に（つまり、証明されていない予想に依存せずに）素数 p であって246 以下のある正の偶数 k に対し p + k が素数となるようなものが無限に存在することも示された。

### 加法的整数論
加法的整数論の最も重要な問題のひとつは、ウェアリングの問題である。この問題は任意の k ≥ 2 に対して正の整数 n を、限られた個数の k 乗数の和として
{\displaystyle n=x_{1}^{k}+\cdots +x_{s}^{k}}
と表すことができるかどうかという問題である。
平方 k = 2 の場合には、ラグランジュの四平方定理により1770年に答えが与えられ、任意の正の整数が高々4つの平方数の和として表されることが証明された。一般的な場合はダヴィット・ヒルベルトにより、代数的な手法を使い、明確な境界を与えることなしに1909年に証明された。重要な躍進は、ゴッドフレイ・ハロルド・ハーディとジョン・エデンサー・リトルウッドによる解析的手法の応用である。この手法は、円周法(circle method)として知られ、k 乗数の最小の個数を与える函数 G(k) の明確な上界を与える。例として、イワン・マチャセビッチ・ヴィノグラードフ(Ivan Matveyevich Vinogradov)の評価
{\displaystyle G(k)\leq k(3\log k+11)}
がある。

### ディオファントス問題
ディオファントス問題(Diophantine problem)は、多項式の方程式の整数解に関係する。ディオファントス問題のテーマは、解の分布の探索、すなわち、高さや「サイズ」といった測度に従って解を数えることである。
重要な例は、ガウスの円の問題(Gauss circle problem)である。この問題は、
{\displaystyle x^{2}+y^{2}\leq r^{2}}
を満たす整数点を求める問題である。幾何学的なことばで表現すると、平面の原点を中心とする半径 r の円が与えられると、円の内部か円周上には整数格子点がいくつあるかという問題である。答えが {\displaystyle \,\pi r^{2}+E(r)\,} （ただし {\displaystyle \,r\to \infty \,} のとき{\displaystyle \,E(r)/r^{2}\,\to 0\,}）であることの証明はさほど難しくはない。繰り返すが、難しい部分であり解析的整数論が達成した部分は、誤差項 E(r) の特定の上限を求める部分である。
ガウスにより、{\displaystyle E(r)=O(r)} が示された。一般に、誤差項 O(r) は、区分的に滑らかな境界を持つ任意の有界平面領域の拡張した領域を、単位円（もしくは閉じた単位円板）へと置き換えることが可能である。さらに、単位円を単位正方形へ置き換えると、一般的な問題の誤差項は線型函数 r と同じ大きさとなる。したがって、円の場合、ある {\displaystyle \delta <1} に対して {\displaystyle O(r^{\delta })} の形の誤差境界(error bound)を得ることは、非常に重要な躍進である。ここへ最初に到達したのは、1906年のヴァーツラフ・シェルピンスキーで、彼は {\displaystyle E(r)=O(r^{2/3})} であることを示した。1915年、ハーディとエドムント・ランダウは、{\displaystyle E(r)=O(r^{1/2})} とすることはできないことを示した。これ以後、固定された {\displaystyle \epsilon >0} に対して {\displaystyle E(r)\leq C(\epsilon )r^{1/2+\epsilon }} となるような実数 {\displaystyle C(\epsilon )} が存在することを示すことが目標となった。
2000年、マルチン・ハックスレイ(Martin Huxley)は、 で {\displaystyle E(r)=O(r^{131/208})} であることを示した。この結果は出版された中では最良の結果である。

## 解析的整数論の方法

### ディリクレ級数
乗法的整数論の最も有益なツールは、ディリクレ級数である。ディリクレ級数は、
{\displaystyle f(s)=\sum _{n=1}^{\infty }a_{n}n^{-s}.}
の形の無限級数により定義される複素変数の函数である。
係数 {\displaystyle a_{n}} の選び方に依存して、この級数は、至るところ発散したり、どこでも収束したり、平面のある半分で発散したりする。多くの場合、級数が至るところでは収束しない場合でも、級数の定義する正則函数を全複素平面上の有理型函数へ解析接続することができる。このような乗法的問題における函数の有用性は、形式的な等式
{\displaystyle \left(\sum _{n=1}^{\infty }a_{n}n^{-s}\right)\left(\sum _{n=1}^{\infty }b_{n}n^{-s}\right)=\sum _{n=1}^{\infty }\left(\sum _{k\ell =n}a_{k}b_{\ell }\right)n^{-s};}
においても発揮される。したがって、2つのディリクレ級数の積の係数は、元の係数の乗法的畳み込み(multiplicative convolution)である。さらに、部分和やタウバー型定理(Tauberian theorem)のような手法は、ディリクレ級数の解析的情報から係数についての情報を得ることに使うことができる。このように、乗法的函数の見積もりに共通する方法は、ディリクレ級数として（もしくは対合の等式を使い単純なディリクレ級数の積として）表現し、複素函数としてディリクレ級数を調べ、元の函数についての情報へ解析的な情報を書き換えるという方法である。

### リーマンゼータ函数
オイラーは、算術の基本定理が（少なくとも形式的には）オイラー積
{\displaystyle s>1} で、{\displaystyle p} を素数とすると、{\displaystyle \sum _{n=1}^{\infty }{\frac {1}{n^{s}}}=\prod _{p}^{\infty }{\frac {1}{1-p^{-s}}}}
を意味することを示した。素数の無限性のオイラーによる証明は、s = 1 における左辺の発散（いわゆる調和級数）を用いており、純粋な解析的結果である。オイラーはまた、整数の性質の研究を目的に解析的議論を、特に生成べき級数の構成を通して初めて行った。これが解析的整数論の始まりであった。
後日、リーマンは、複素数の s についてこの函数を考え、s = 1 で単純な極を持ち全平面上の有理型函数へ拡大することができることを示した。今日、この函数はリーマンゼータ函数として知られ、ζ(s) と記す。この函数に関して多くの文献がある。函数はより一般的なディリクレのL-函数の特殊な場合である。
解析的整数論の学者は、素数定理のような近似誤差に興味を持っていることがある。この場合、誤差は x/log x よりも小さい。π(x) についてのリーマンの公式は、近似の誤差項をゼータ函数の零点で表現できることを示している。1859年の論文 "On the Number of Primes Less Than a Given Magnitude" で、リーマンは ζ のすべての「非自明」な零点は直線 {\displaystyle \,\Re (s)=1/2} の上にあることを予想したが、この予想は未だ証明されていない。この有名な長い間研究されている予想はリーマン予想として知られ、数論において深い意味を持つ。実際、多くの重要な定理が予想を正しいとする前提の下で証明されている。たとえば、リーマン予想を前提とすると、素数定理の誤差項は {\displaystyle O(x^{1/2+\varepsilon })} である。
20世紀初め、ハーディとリトルウッドは、リーマン予想を証明する試みの中でゼータ函数についての多くの結果を証明した。実際、1914年、ハーディは臨界線
{\displaystyle \,\Re (z)=1/2.\,}
の上に、無限に多くの零点があることを証明した。このことは、臨界線上の零点の密度を記述するいくつかの定理を導いた。

## 更に進んだ文献
和書
- 末綱恕一：「解析的整数論」、岩波書店、ISBN 978-4-00-005179-8（1990年11月）※復刻版(初版は1950年)。
- 三井孝美：「整数論：解析的整数論入門」、至文堂 (近代数学新書)（1970年）。
- 三井孝美：「解析数論：超越数論とディオファンタス近似論」、共立出版、ISBN 978-4-320-01129-8（1977年4月20日）。
- 鹿野健：「解析数論」、教育出版 (シリーズ新しい応用の数学 18)、ISBN 978-4-31637690-5（1978年9月）。
- 三井孝美：「解析的数論：加法的理論」、岩波書店、ISBN 978-4000051774（1989年10月11日）。
- 本橋洋一：「解析的整数論 I：素数分布論」、朝倉書店、ISBN 978-4-254-11821-6（2009年11月15日）。
- 本橋洋一：「解析的整数論 II：ゼータ解析」、朝倉書店、ISBN 978-4-254-11822-3 (2011年7月10日）。
- 雪江明彦：「整数論3 解析的整数論への誘い」、日本評論社、ISBN 978-4535787384（2014年3月18日）。
- カール・ジーゲル：「解析的整数論 I」、岩波書店、ISBN 978-4-00-006329-6（2018年5月18日）。
- カール・ジーゲル：「解析的整数論 II」、岩波書店、ISBN 978-4-00-006330-2 (2018年5月18日)。
- カール・ジーゲル：「解析的整数論 III」、岩波書店、ISBN 978-4-00-006341-8（2023年02月13日）。

洋書
- Raymond Ayoub: An Introduction to the Analytic Theory of Numbers, AMS (Mathematical Surveys Number 10) Reprinted Ed., ISBN 978-0-8218-1510-6 (1974).
- Hugh L. Montgomery and Robert C. Vaughan: Multiplicatibe Number Theory I: Classical Theory, Cambridge Univ. Press, ISBN 978-0-521-84903-6 (2006).
- Henryk Iwaniec and Emmanuel Kowalski: Analytic Number Theory, AMS (Colloquium Pub. Vol.53), ISBN 0-8218-3633-1 (2004).
- John Knopfmacher: Abstract Analytic Number Theory, Dover pub., ISBN 0-486-66344-2 (1990). ※ 初版は North-Holland (1975).
- Donald J. Newman: Analytic Number Theory, Springer, ISBN 978-0-38798308-0 (1998).
- Marius Overholt: A Course in Analytic Number Theory, Springer (Graduate Studies in Mathematics 160), ISBN 978-1-47041706-2 (2014).

専門的な話題については、以下の本が特に有名である
- Titchmarsh, Edward Charles (1986), The Theory of the Riemann Zeta Function (2nd ed.), Oxford University Press
- H. Halberstam and H. E. Richert, Sieve Methods
- R. C. Vaughan, The Hardy–Littlewood method, 2nd. edn.

まだ本の形になっていないトピックもある。例えば、(i) モンゴメリの pair correlation conjecture およびそれに端を発する研究、(ii) 素数間の小さなギャップに関する Goldston, Pintz, Yilidrim の新しい結果、(iii) 任意の長さの素数の等差数列が存在することを示すグリーン・タオの定理。